# Zahorby
Zahorby (ukr. Загорби) – wieś na Ukrainie, w rejonie jaworowskim (do 2020 roku w rejonie mościskim) obwodu lwowskiego.

## Historia
Dawniej część wsi Małnów w powiecie mościskim.